# 저스트본
저스트본 (Just Born)은 미국 펜실베이니아주의 베슬리헴 시에 본사를 둔 제과 사기업이다. 골든버그스 피넛 츄, 핫 타메일스, 마이크 앤드 아이크, 티니비니 젤리빈, 주르 (Zours) 등의 브랜드를 생산 유통하고 있다.
1910년 러시아 이민자 출신의 샘 본 (Sam Born)이라는 사람이 창업하였으며, 오늘날 저스트본은 미국에서 10번째로 큰 캔디 회사 (2013년 기준)이다. 제품 홍보문구는 "훌륭한 캔디는 그냥 만들어진게 아니다...태어난 것이다" (a great candy isn't made... it's Just Born)이다.